# Wang Shenchao
Wang Shenchao (en chino, 王燊超; pinyin, Wáng Shēnchāo; Shanghái, 8 de febrero de 1989) es un futbolista chino que juega como defensa en el Shanghái Port de la Superliga de China.

## Clubes
| Club          | País  | Año   | Partidos | Goles |
| Shanghái Port | China | 2006- | 454      | 28    |

## Palmarés

### Títulos nacionales
| Título             | Club          | País  | Año  |
| ------------------ | ------------- | ----- | ---- |
| China League Two   | Shanghái SIPG | China | 2007 |
| China League One   | Shanghái SIPG | China | 2012 |
| Superliga de China | Shanghái Port | China | 2018 |
| Supercopa de China | Shanghái Port | China | 2019 |
| Superliga de China | Shanghái Port | China | 2023 |
| Superliga de China | Shanghái Port | China | 2024 |
| Copa de China      | Shanghái Port | China | 2024 |